# Toxeutes
Toxeutes is een kevergeslacht uit de familie van de boktorren (Cerambycidae). De wetenschappelijke naam van het geslacht werd voor het eerst geldig gepubliceerd in 1840 door Newman.

## Soorten
Toxeutes omvat de volgende soorten:
- Toxeutes dentifrons Aurivillius, 1925
- Toxeutes macleayi (Pascoe, 1864)
- Toxeutes negrosianus Hüdepohl, 1987
- Toxeutes pascoei Lameere, 1904
- Toxeutes arcuatus (Fabricius, 1787)